# Eupithecia nabokovi
Eupithecia nabokovi är en fjärilsart som beskrevs av Mcdunnough 1946. Eupithecia nabokovi ingår i släktet Eupithecia och familjen mätare. Inga underarter finns listade i Catalogue of Life.